# Бабин-Поток (Вишеград)
Бабин-Поток (серб. Бабин Поток / Babin Potok) — село в общине Вишеград Республики Сербской Боснии и Герцеговины. Население составляет 42 человека по переписи 2013 года.